# Posada
Voor de beroemde slag uit de Roemeense geschiedenis, zie Slag bij Posada
Posada is een gemeente in de Italiaanse provincie Nuoro (regio Sardinië) en telt 2589 inwoners (31-12-2004). De oppervlakte bedraagt 33,5 km², de bevolkingsdichtheid is 77 inwoners per km².
De volgende frazioni maken deel uit van de gemeente: San Giovanni di Posada, Sas Murtas, Montelongu.

## Demografie
Posada telt ongeveer 1066 huishoudens. Het aantal inwoners steeg in de periode 1991-2001 met 16,4% volgens cijfers uit de tienjaarlijkse volkstellingen van ISTAT.
| Jaar | Inwoneraantal |
| ---- | ------------- |
| 1991 | 2057          |
| 2001 | 2394          |

## Geografie
De gemeente ligt op ongeveer 37 m boven zeeniveau.
Posada grenst aan de volgende gemeenten: Budoni (OT), Siniscola, Torpè.
Aritzo · Atzara · Austis · Belvì · Birori · Bitti · Bolotana · Borore · Bortigali · Desulo · Dorgali · Dualchi · Fonni · Gadoni · Galtellì · Gavoi · Irgoli · Lei · Loculi · Lodine · Lodè · Lula · Macomer · Mamoiada · Meana Sardo · Noragugume · Nuoro · Oliena · Ollolai · Olzai · Onanì · Onifai · Oniferi · Orani · Orgosolo · Orosei · Orotelli · Ortueri · Orune · Osidda · Ottana · Ovodda · Posada · Sarule · Silanus · Sindia · Siniscola · Sorgono · Teti · Tiana · Tonara · Torpè
1. ↑  https://demo.istat.it/?l=it.